# Họ Thiên điểu
Thiên điểu, Hoa chim thiên đường hay Chuối rẻ quạt (danh pháp khoa học: Strelitziaceae) là tên của một họ thực vật có hoa một lá mầm. Các loài trong họ này rất giống về bề ngoài và kiểu sinh trưởng như các thành viên của các họ Chuối pháo (Heliconiaceae) và họ Chuối (Musaceae). Các chi của họ Strelitziaceae đã từng được đặt trong họ Musaceae trong một vài hệ thống phân loại, nhưng nói chung được công nhận như là một họ riêng rẽ trong các hệ thống phân loại gần đây, chẳng hạn như trong hệ thống APG II năm 2003. Hệ thống APG II đặt họ Strelitziaceae vào trong bộ Gừng (Zingiberales) của nhánh Thài lài (commelinids). Nhóm thân cây trong cây phát sinh loài của họ Strelitziaceae có niên đại khoảng 78 triệu năm trước (Ma), sự phân kì trong nhóm chỏm cây vào khoảng 59 Ma (Janssen & Bremer 2004).
Họ Strelitziaceae bao gồm 3 chi, tất cả các loài đều có nguồn gốc từ khu vực nhiệt đới và cận nhiệt đới:
- Strelitzia (Chi Hoa chim thiên đường) với 5 loài ở miền nam châu Phi
- Ravenala (Chuối rẻ quạt) với 1 loài ở Madagascar
- Phenakospermum với 1 loài ở miền bắc Nam Mỹ.

Loài được biết đến nhiều nhất có lẽ là hoa chim thiên đường (Strelitzia reginae, được trồng rộng khắp thế giới trong các khu vườn vùng nhiệt đới và cận nhiệt đới vì có hoa đẹp và nó cũng là một loại hoa có tiếng trong nghề bán hoa. Các loài khác của chi Strelitzia có hoa ít sặc sỡ hơn và được trồng vì có tán lá gây ấn tượng hơn là vì hoa. Loài chuối rẻ quạt (Ravenala madagascariensis) cũng được trồng vì có tán lá lạ mắt.

## Phát sinh chủng loài
Cây phát sinh chủng loài dưới đây lấy theo APG III.
|  | Strelitziaceae |
|  |                |
|  | Lowiaceae      |
|  |                |

|  | Cannaceae   |
|  |             |
|  | Marantaceae |
|  |             |

|  | Zingiberaceae |
|  |               |
|  | Costaceae     |
|  |               |

|  | Cannaceae   |
|  |             |
|  | Marantaceae |
|  |             |

|  | Zingiberaceae |
|  |               |
|  | Costaceae     |
|  |               |

|  | Strelitziaceae |
|  |                |
|  | Lowiaceae      |
|  |                |

|  | Cannaceae   |
|  |             |
|  | Marantaceae |
|  |             |

|  | Zingiberaceae |
|  |               |
|  | Costaceae     |
|  |               |

|  | Cannaceae   |
|  |             |
|  | Marantaceae |
|  |             |

|  | Zingiberaceae |
|  |               |
|  | Costaceae     |
|  |               |